# Leyes de la guerra

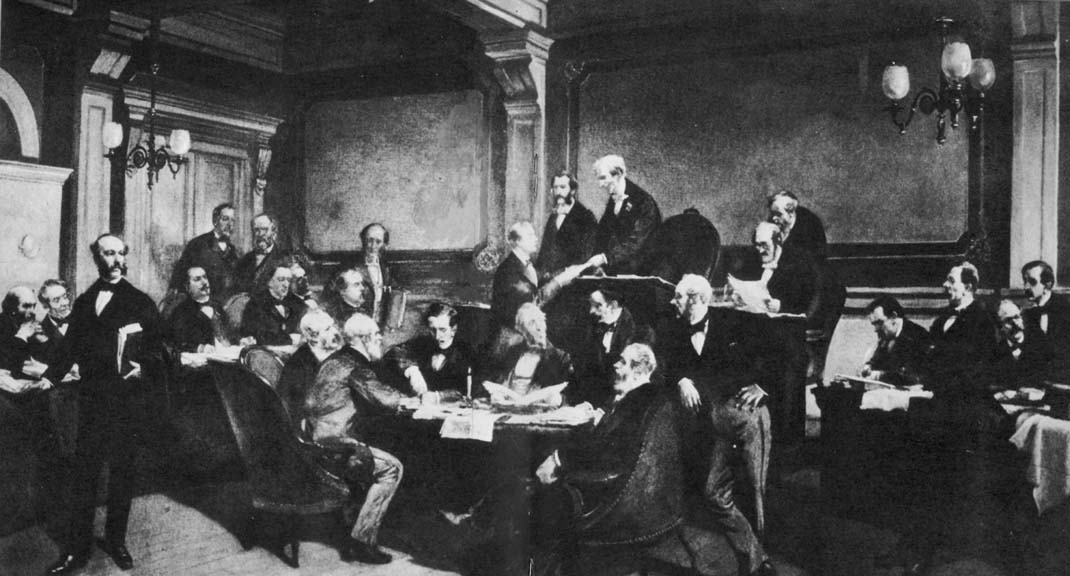
Firma del Primer Convenio de Ginebra por algunas de las principales potencias europeas en el año 1865.

Las leyes de guerra son un conjunto de disposiciones recogidas en el Derecho militar relativas a las justificaciones aceptables para participar en una guerra (ius ad bellum) y de los límites aceptables para la conducta durante la guerra (ius in bello o Derecho Internacional Humanitario). El derecho de guerra se considera un aspecto del Derecho Internacional Público, y se distingue de otros cuerpos de leyes, tales como el derecho interno de un país beligerante, en particular en un conflicto, que también pueden proporcionar límites legales a la conducta o a la justificación de la guerra.
Entre otras cuestiones, las modernas leyes de la guerra contemplan las declaraciones de guerra, la aceptación de la rendición militar y el tratamiento de los prisioneros de guerra, la necesidad militar, junto con la distinción y proporcionalidad, y la prohibición de ciertas armas, que pueden causar un sufrimiento innecesario.

## Primeras fuentes e historia
Los intentos de definir y regular la conducta de los individuos, las naciones, y otros agentes en la guerra y para mitigar los terribles efectos de la guerra tienen una larga historia. Los primeros casos conocidos se encuentran en la Biblia hebrea (Antiguo Testamento). Por ejemplo, Deuteronomio 20:19-20 limita la cantidad aceptable del daño ambiental:

19 Cuando sities a alguna ciudad, peleando contra ella muchos días para tomarla, no destruirás sus árboles metiendo hacha en ellos, porque de ellos podrás comer; y no los talarás, porque el árbol del campo no es hombre para venir contra ti en el sitio.

20 Más el árbol que sepas que no lleva fruto, podrás destruirlo y talarlo, para construir baluarte contra la ciudad que te hace la guerra, hasta sojuzgarla.

Similarmente, Deuteronomio 21:10-14 requiere que las mujeres cautivas que fueran obligadas a casarse con los vencedores de una guerra no podían ser vendidas como esclavas.

10 Cuando salieres a la guerra contra tus enemigos, y Yahveh tu Dios los entregare en tu mano, y tomares de ellos cautivos,

11 y vieres entre los cautivos a alguna mujer hermosa, y la codiciares, y la tomares para ti por mujer,
12 la meterás en tu casa; y ella rapará su cabeza, y cortará sus uñas,
13 y se quitará el vestido de su cautiverio, y se quedará en tu casa; y llorará a su padre y a su madre un mes entero; y después podrás llegarte a ella, y tú serás su marido, y ella será tu mujer.

14 Y si no te agradare, la dejarás en libertad; no la venderás por dinero, ni la tratarás como esclava, por cuanto la humillaste.

En el siglo VII, el primer Califa, Abu Bakr as-Siddiq, mientras instruía a su ejército musulmán, establece las siguientes normas relativas a la guerra:

Detente, oh pueblo, para que yo pueda darte diez reglas para tu orientación en el campo de batalla. No cometas traición ni te desvies del camino correcto. No debeís mutilar a los cadáveres. Ni matar a un niño, ni una mujer ni a un hombre de mediana edad. No hagaís ningún daño a los árboles, ni los quemeís con fuego, especialmente aquellos que son fructíferos. ¡No matéis a cualquier rebaño del enemigo, a excepción de los que os sirvan de alimento. Es probable que os cruceís personas que han dedicado sus vidas a los servicios monásticos; dejadlos solos.

Por otra parte, en las Suras de Al-Baqara; Corán 2.190, Corán 2.191, Corán 2.192 y Corán 2.193 del Corán requieren que, en el combate, a los musulmanes sólo se les permite devolver el golpe en defensa propia contra los que actúen en contra de ellos, pero, por el contrario, una vez que los enemigos dejen de atacar a los musulmanes se les ordena dejar de atacar.

[2:190]: Combatid por Alá contra quienes combatan contra vosotros, pero no os excedáis. Alá no ama a los que se exceden.

[2:191]: Matadles donde deis con ellos, y expulsadles de donde os hayan expulsado. Tentar es más grave que matar. No combatáis contra ellos junto a la Mezquita Sagrada, a no ser que os ataquen allí. Así que, si combaten contra vosotros, matadles: ésa es la retribución de los infieles.
[2:192]: Pero, si cesan, Alá es indulgente, misericordioso.

[2:193]: Combatid contra ellos hasta que dejen de induciros a apostatar y se rinda culto a Alá. Si cesan, no haya más hostilidades que contra los impíos.

En la Europa medieval, la Iglesia católica también comenzó a promulgar las enseñanzas de la guerra justa, que se reflejan, en cierta medida, en movimientos tales como la Paz y tregua de Dios. El impulso para restringir la extensión de la guerra, y sobre todo la de proteger la vida y las propiedades de los no combatientes continuó con Hugo Grocio y sus intentos de escribir las leyes de la guerra.
Kant negó el estatus jurídico de la guerra, negó que pueda existir un derecho de la guerra. Según Kant entre Estados solo existe anarquía, naturaleza, pero no derecho, siendo este una característica interna de los Estados.

## Fuentes modernas

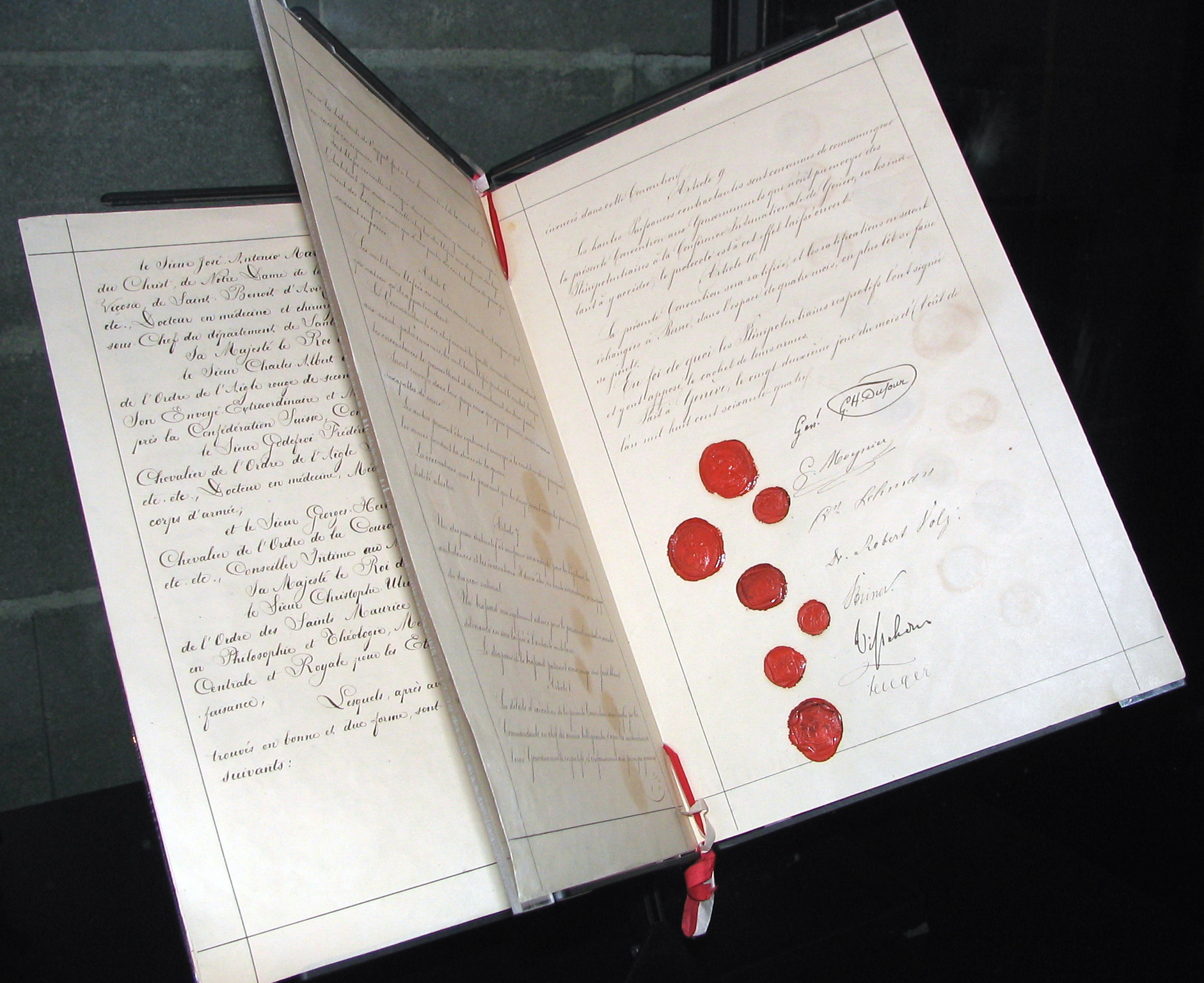
Los primeros Convenios de Ginebra (1864) rigen la situación de los enfermos y heridos de las fuerzas armadas.

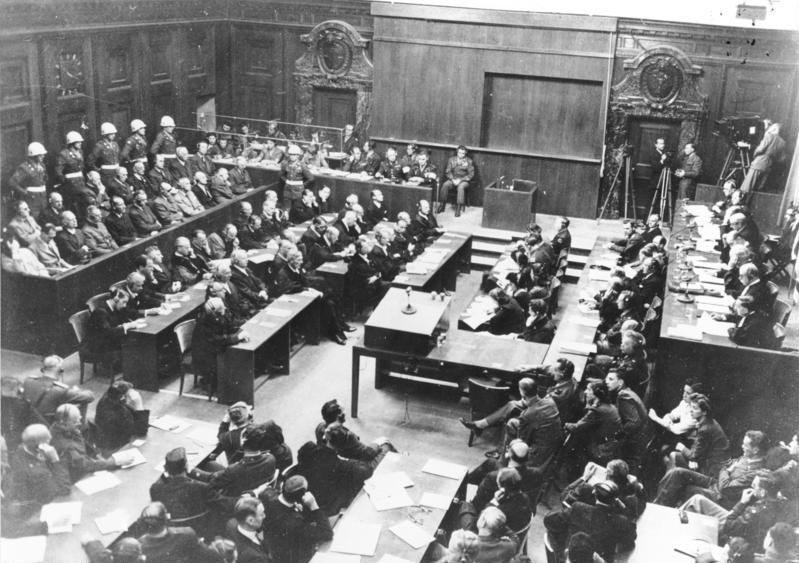
Juicio penal ante la Corte Internacional de Justicia de Núremberg (30 de septiembre de 1946).